# Uliocnemis castalaria
Uliocnemis castalaria är en fjärilsart som beskrevs av Charles Oberthür 1916. Uliocnemis castalaria ingår i släktet Uliocnemis och familjen mätare. Inga underarter finns listade i Catalogue of Life.